# Вшежеч-Кольонія
Вшежеч-Кольонія (пол. Wszerzecz-Kolonia) — село в Польщі, у гміні Снядово Ломжинського повіту Підляського воєводства.
Населення — 91 особа (2011).
У 1975-1998 роках село належало до Ломжинського воєводства.

## Демографія
Демографічна структура станом на 31 березня 2011 року:
|          | Загалом | Допрацездатний вік | Працездатний вік | Постпрацездатний вік |
| -------- | ------- | ------------------ | ---------------- | -------------------- |
| Чоловіки | 50      | 10                 | 33               | 7                    |
| Жінки    | 41      | 4                  | 20               | 17                   |
| Разом    | 91      | 14                 | 53               | 24                   |